# Patagoniodes farinaria
Patagoniodes farinaria är en fjärilsart som beskrevs av Turner 1904. Patagoniodes farinaria ingår i släktet Patagoniodes och familjen mott. Inga underarter finns listade i Catalogue of Life.